# Helen Delich Bentley
Helen Delich Bentley, née le 28 novembre 1923 à Ruth (Nevada) et morte le 6 août 2016, est une journaliste et femme politique américaine.
Elle commence sa carrière comme journaliste et se fait connaître pour son expertise maritime. Membre du Parti républicain, elle est députée à la Chambre des représentants des États-Unis pour le Maryland de 1985 à 1995. 

## Biographie
Helen Delich (ou Delić, comme le nom s'écrit en serbe) naît dans le Nevada. Ses parents sont des immigrants serbes, son père est mineur,. Alors qu'elle a huit ans, son père meurt de la silicose, une maladie commune parmi les mineurs. Bentley travaille tôt, à temps partiel dans un magasin de vêtements, pour subvenir aux besoins de sa famille.
Au lycée, elle s'initie au journalisme et à la politique. Elle travaille à la rédaction d'un hebdomadaire à Ely. Elle obtient une bourse pour poursuivre des études de journalisme à l'université du Missouri. A l'université, elle travaille pour la campagne du sénateur républicain James D. Scrugham, dont elle devient la secrétaire.
Bentley travaille d'abord pour des journaux locaux, à Fort Wayne puis à Lewiston. Elle candidate auprès des principaux médias de la côte est et obtient en 1945 un poste au Baltimore Sun, où elle obtient de travailler sur les sujets maritimes,, une promotion rare pour une femme. Son travail est remarqué et respecté.
À partir de 1950, Bentley travaille sur un programme télévisé sur le port de Baltimore.
Pendant la guerre du Vietnam, Bentley fait un reportage sur la congestion du port de Saigon, qui conduit le président Johnson a agir en améliorant le port de Cam Ranh Bay.
En 1969, Bentley se voit offrir un siège à la Federal Maritime Commission. Elle en exige la présidence, qu'elle obtient et occupe jusqu'en 1975 Cette responsabilité en fait la femme ayant la position la plus élevée dans l'administration du président Nixon,. Bentley plaide notamment pour un soutien fédéral aux chantiers de construction navale.
Bentley se porte candidate à la Chambre des représentants des États-Unis face à la démocrate Clarence Long, au Maryland. Elle perd en 1980 et 1982 mais l'emporte en 1984, puis aux quatre élections suivantes. Elle sert comme représentante du 3 janvier 1985 au 3 janvier 1995.
Pendant son mandat, elle défend les politiques protectionnistes en faveur de la marine marchande américaine et le port de Baltimore. Dans les années 1990, elle s'oppose à l'intervention américaine en Yougoslavie contre la Serbie.
En 1994, Bentley ne se représente pas au Congrès mais comme gouverneur du Maryland. Malgré le soutien de William Donald Schaefer, elle est défaite lors de la primaire républicaine par Ellen Sauerbrey.
Elle tente de revenir au Congrès en 2002, lors du retrait de son successeur, Bob Ehrlich. Mais elle perd l'élection face à  Dutch Ruppersberger, alors que le district est devenu nettement plus démocrate du fait d'un redécoupage de la carte électorale.
En 1995, Bentley fonde Helen Bentley & Associates, Inc., une société de conseil en matière de commerce international,. Elle travaille également pour l'administration portuaire du Maryland et le port de Baltimore,.
En 2006, le port de Baltimore est officiellement baptisé « Helen Delich Bentley Port of Baltimore » en son honneur.

### Vie personnelle
Helen Delich est mariée à William Roy Bentley, qui décède en 2003. Le couple n'avait pas d'enfants. Elle meurt le 6 août 2016 à 92 ans, à son domicile dans le Maryland, d'un cancer du cerveau,.